# Victoria (pel·lícula)
Victoria és una pel·lícula alemanya dirigida per Sebastian Schipper i estrenada el 7 de febrer de 2015 a la 65 edició de la Berlinale. Està formada per un únic pla seqüència de 140 minuts de durada. El director de fotografia suec Sturla Brandth Grøvlen va obtenir l'Os de Plata dins la categoria Contribució artística excepcional per a la millor càmera. Als Premis de Cinema Alemany la pel·lícula fou guanyadora del premi Lola d'Or a categories diferents, destacant les categories de millor pel·lícula i millor direcció.

## Argument
Victoria, una jove espanyola que treballa a Berlín des de fa pocs mesos, surt d'una discoteca, després d'una nit de disbauxa i alcohol. A l'entrada, es topa amb quatre joves als quals els és denegat l'accés al club. Els quatre joves són "Sonne" (sol), "Boxer", "Blinker" (llum intermitent) i "Fuss" (peu). Victoria s'uneix als joves, que es passen primer per un paki per tal de proveir-se d'alcohol i després s'instal·len a la terrassa d'un edifici, un punt de trobada habitual del grup. Mentre conversen en anglès, Victoria aprèn, entre altres coses, que Boxer ha passat per la presó.
Quan Victoria ha d'abandonar els joves, perquè ha de presentar-se al cafè on treballa, Sonne decideix acompanyar-la. Al cafè, Sonne descobreix un piano i finalment Victoria es posa a tocar un fragment dels valsos de Mefisto de Franz Liszt. Impressionat per la seva excel·lent interpretació, Sonne descobreix que la jove espanyola ha estudiat en un conservatori. Victoria li confessa que ha sacrificat tota la seva vida pel somni d'esdevenir pianista professional, que va perdre tota la seva infància assajant i que no ha tingut mai amics. El conservatori li ha comunicat recentment que no té suficient talent i que cal que abandoni la carrera de pianista.
La parella és interrompuda pels amics de Sonne, que el venen a buscar per tal de portar a terme un robatori. Boxer va estar sota la protecció d'un gàngster durant la seva estada a la presó, i ara aquest li exigeix de retornar-li el favor. Fuss, que degut a la intoxicació etílica perd la consciència, no pot participar en l'acció i Victoria cedeix a la petició de Sonne de substituir al seu amic ebri. En un cotxe robat conduït per la jove estudiant de piano, el grup de joves es dirigeix cap al banc on pretenen portar a terme l'atracament.
Després de l'exitós robatori, el grup retorna al club i es passa la nit de festa i celebració. No és fins més tard, que es recorden que Fuss s'ha quedat inconscient a l'interior del cotxe robat. Quan el van a buscar s'adonen que tot el veïnat està farcit de policia i a l'intentar fer marxa enrere són descoberts per agents de paisà, que sospiten del seu comportament. Els joves s'escapen a un pati interior on té lloc un intercanvi de trets. Boxer i Blinker reben diversos impactes de bala i moren al cap de poc. Victoria i Sonne aconsegueixen escapar-se infiltrant-se al pis d'una parella jove i el seu nadó. Els dos fugitius es canvien de roba i prenen el nadó, burlant així la policia, que no sospita d'ells.
Passat el cordó policial, els dos fugitius deixen el nadó en un cafè de la rodalia i prenen un taxi fins a un hotel. A l'habitació, Victoria s'adona que Sonne també ha rebut un tret durant la fugida. Telefona a una ambulància, però Sonne mor abans al llit de l'hotel entre les llàgrimes i la desesperació de Victoria. Després, mig recuperada, s'adona dels diners robats a terra, els pren i abandona l'hotel.

## Repartiment
| Intèrpret      | Personatge |
| -------------- | ---------- |
| Laia Costa     | Victoria   |
| Frederick Lau  | Sonne      |
| Franz Rogowski | Boxer      |
| Max Mauff      | Fuss       |
| Burak Yigit    | Blinker    |
| André Hennicke | Andi       |